# Bộ Dậu (酉)
Bộ Dậu, bộ thứ 164 có nghĩa là "Dậu" là 1 trong 20 bộ có 7 nét trong số 214 bộ thủ Khang Hy.
Dậu là chi thứ mười trong mười hai địa chi tương ứng với con giáp là Gà.
Trong Từ điển Khang Hy có 290 chữ (trong số hơn 40.000) được tìm thấy chứa bộ này.

## Tự hình Bộ Dậu (酉)

Giáp cốt văn
Kim văn
Đại triện
Tiểu triện

## Chữ thuộc Bộ Dậu (酉)
| Số nét bổ sung | Chữ                                       |
| -------------- | ----------------------------------------- |
| 0              | 酉                                        |
| 2              | 酊 酋                                     |
| 3              | 酌 配 酎 酏 酐 酑 酒                      |
| 4              | 酓 酔 酕 酖 酗 酘 酙 酚 酛 酜 酝 酞       |
| 5              | 酟 酠 酡 酢 酣 酤 酥                      |
| 6              | 酦 酧 酨 酩 酪 酫 酬 酭 酮 酯 酰 酱       |
| 7              | 酲 酳 酴 酵 酶 酷 酸 酹 酺 酻 酼 酽 酾 酿 |
| 8              | 醀 醁 醂 醃 醄 醅 醆 醇 醈 醉 醊 醋 醌    |
| 9              | 醍 醎 醏 醐 醑 醒 醓 醔 醕 醖 醗          |
| 10             | 醘 醙 醚 醛 醜 醝 醞 醟 醠 醡 醢 醣 醤    |
| 11             | 醥 醦 醧 醨 醩 醪 醫 醬                   |
| 12             | 醭 醮 醯 醰 醱                            |
| 13             | 醲 醳 醴 醵 醶 醷 醸                      |
| 14             | 醹 醺 醻                                  |
| 16             | 醼                                        |
| 17             | 醽 醾 醿 釀                               |
| 18             | 釁 釂                                     |
| 19             | 釃 釄                                     |
| 20             | 釅                                        |